# Scaphochlamys durga
Scaphochlamys durga là một loài thực vật có hoa trong họ Gừng. Loài này được Ooi Im Hin, Meekiong Kalu và Wong Sin Yeng miêu tả khoa học đầu tiên năm 2017.

## Mẫu định danh
Mẫu định danh: I.H. Ooi & K. Jeland OIH84; thu thập ngày 13 tháng 1 năm 2014 ở tọa độ 1°29′29,4″B 110°5′20,9″Đ / 1,48333°B 110,08333°Đ, cao độ 63 m, Kampung Jugan, huyện Lundu, tỉnh Kuching, bang Sarawak, Malaysia. Mẫu holotype lưu giữ tại Cục Lâm nghiệp bang Sarawak ở Kuching, Sarawak, Malaysia (SAR).

## Từ nguyên
Tính từ định danh durga là lấy theo tên nữ thần Durga trong đạo Hindu với nhiều hiện thân, để phản ánh hai dạng phiến lá của loài này.

## Phân bố
Đặc hữu khu vực huyện Lundu, tỉnh Kuching, bang Sarawak, Malaysia phần trên đảo Borneo. Loài này được tìm thấy trên các loại đất đen podzol trên sa thạch trong các rừng thạch nam nhiệt đới (kerangas), ở cao độ 50–80 m.

## Mô tả
Địa thực vật thân thảo, sống lâu năm, có thân rễ, cao tới 23 cm. Thân rễ bò lan trên mặt đất, đường kính ~5 mm, vỏ màu nâu hơi ánh lục, ruột màu trắng ánh nâu. Các chồi lá cách nhau 1–10 mm, 1 lá, không thấy cây non; cuống lá dài 8–9 cm, có rãnh, nhẵn nhụi, màu xanh lục vừa với các chấm trắng rải rác, đáy hình gối, màu trắng đến lục ánh vàng; bẹ không lá ~4, dài 0,5–5,5 cm, màu lục sáng ánh nâu, nhẵn nhụi, phai màu khi già; bẹ lá dài ~0,9 cm, dạng màng, nhẵn nhụi, màu trắng ánh lục, khô và vỡ vụn khi già; lưỡi bẹ khó thấy; phiến lá 10–14 × 4–5 cm, hình trứng đến hình mác, như da, mép hơi gợn sóng, đáy thon nhỏ dần, đỉnh nhọn; mặt gần trục hơi bóng, màu từ xanh lục vừa đến xanh lục sẫm, thường lốm đốm màu (sắc trắng giữa gân chính và mép, trừ các gân bên chính), nhẵn nhụi, gân giữa chìm, màu xanh lục vừa đến xanh lục sẫm, nhẵn nhụi, các gân bên chính hơi dễ thấy; mặt xa trục màu xanh lục nhạt ánh trắng, thường lốm đốm màu (sắc trắng giữa gân giữa và mép), nhẵn nhụi, gân giữa nổi lên, màu xanh lục vừa, nhẵn nhụi, các gân bên chính khó thấy. Cụm hoa dài 8–10 cm, mọc ra từ gần đáy lá bên trong các bẹ lá, chen chúc chặt, gồm 4–5 xim hoa bọ cạp xoắn ốc, mỗi xim hoa 2–3 hoa mọc trên cuống cụm hoa; cuống cụm hoa dài ~6 cm, màu lục sáng ánh trắng, nhẵn nhụi, được các bẹ không lá phai màu che phủ; lá bắc 4–5, ~18 × 4 mm, sắp xếp xoắn ốc, hình mác, dạng màng, màu nâu nhạt, thưa lông tơ, đỉnh nhọn thon, mỗi lá bắc đối diện 2–3 hoa; lá bắc con 2–3, dài 13–17 mm, ngắn hơn lá bắc nhưng hầu như không phân biệt được với lá bắc, màu nâu nhạt; hoa dài 2,8–3,5 cm, mùi hoa gợi nhớ đến mùi của các mô của loài Etlingera elatior; đài hoa dài 10–11 mm, màu trắng ánh nâu, thưa lông tơ, đỉnh nhọn; ống hoa dài 18–23 mm, màu từ trắng đến trắng hơi ánh nâu, thưa lông tơ; các thùy tràng hoa dài 8–10 mm, hình mác, nhẵn nhụi, màu vàng sáng, đỉnh nhọn, có nắp; nhị lép dài 4–6 mm, từ thẳng đến hơi hình mác ngược, mặt gần trục có lông tuyến che phủ, màu vàng nhạt, đỉnh từ nhọn đến thuôn tròn; cánh môi 11–13 × 10–12 mm, hình thìa, mặt gần trục có lông tuyến che phủ, màu trắng tại đáy và màu tím cho đến đỉnh, dải giữa màu vàng nhạt, đỉnh 2 thùy, khía răng cưa ~4 mm, các thùy đôi khi hơi xếp chồng lên nhau; nhị ~5 × 1,5 mm, có lông tuyến che phủ, màu trắng; chỉ nhị dài ~0,5 mm; mô vỏ bao phấn dài ~4 mm, không cựa, mào dài ~0,5 mm; đầu nhụy dài dưới 1 mm, hình chùy với 2 bướu ở lưng, lỗ nhỏ có lông rung, hướng về phía trước; vòi nhụy dài ~25 mm, màu trắng, thưa lông tơ; bầu nhụy dài ~2 mm, 1 ngăn, rậm lông tơ, màu xanh lục sáng, noãn đính đáy; tuyến trên bầu 2, dài ~1 mm, rời, hình kim, màu trắng ánh nâu. Không thấy quả và hạt.
Nhóm Petiolata được xác định bằng cụm hoa chen chúc chặt, sắp xếp xoắn ốc, các lá bắc dạng màng, các lá bắc con tương tự như lá bắc, với lá bắc con thứ nhất ngắn hơn lá bắc, 2 gờ lưng rất mờ nhạt, hoa nhỏ, dài ~4 cm với cánh môi chủ yếu có màu tím dài ~1 cm và quả có vỏ quả ngoài nhẵn. Nhóm này chỉ giới hạn ở phía tây Sarawak, gồm 10 loài là S. argentea, S. biru, S. durga, S. hasta, S. multifolia, S. nigra, S. petiolata, S. pseudoreticosa, S. reticosa, S. stenophylla.
S. durga gần với S. argentea nhưng các gân bên không dễ thấy (so với không nổi rõ) rất dễ phân biệt. Loài này thường lốm đốm màu nhưng không giống như các loài trong nhóm S. salahuddiniana, sự đốm màu này không phải là khúc xạ. Cụm hoa chen chúc chặt của S. durga rõ ràng xếp nó vào nhóm S. petiolata.
S. durga tương tự như S. stenophylla ở cụm hoa và hoa, nhưng dễ dàng phân biệt nhờ cuống lá dài vừa phải (không phải rất ngắn), phiến lá hình trứng đến hình mác (không dài thẳng đến hình mác hẹp), mặt gần trục thường lốm đốm màu (sắc trắng giữa gân giữa và mép ngoại trừ các gân bên chính).